# محمد عيسى سيدا القره كوي

## ولادته
ولد الشيخ محمد عيسى سيدا في قرية قره كوه من قضاء (Varto) التابعة لولاية موش في تركيا عام1924 م، والده الشيخ محمود القره كوي وهما من شيوخ سلسلة الطريقة النقشبندية ووالدته الداغستانية الأصل من قرية زرنكي.

## حياته
اعتقل مع والدته من قبل الجندرمة التركية وعمره سنتان وكان ذلك بعد اندلاع ثورة الشيخ سعيد بيران 
اثر محاولة اعتقال والده الشيخ محمود واختفائه عن الأنظار أطلق سراحه مع والدته بواسطة ضابط داغستاني كان له علاقة قرابة مع والدته، وبعد فترة قصيرة من إطلاق سراحهم هاجرت أسرته إلى ولاية ماردين حيث أقامت في قراها لمدة ست سنوات وفي حوالي عام 1931 م 
نزلت الأسرة إلى بنختى واستقرت في قرية (تل أيلول) ناحية الدرباسية محافظة الحسكة في سوريا.
بدأ الشعور القومي لديه بالنمو اثر وصول دفعات من بقايا رجالات ثورة الشيخ سعيد بيران حيث كانوا يروون بشاعة التنكيل والظلم الذي كان يتعرض له الأكراد في ظل النظام الأتاتوركي.
تعلم القراءة والكتابة باللغة الكردية وهو بعد طفلا، في مرحلة شبابه الأولى احتك بالشخصيات الوطنية الكردية المختلفة من أمثال: جلادت بدرخان بك وملا حسن كرد وعبد الرحمن علي يونس الذي قاد ثورة ساسون.

## إنجازاته وأعماله
في السابعة عشرة من عمره انتسب إلى جمعية خويبون الكردية، التقى بالمناضل أوصمان صبري واستفاد من خبرته السياسية والنضالية، حيث كان يكبره بعشرين سنة وراح يبحث معه في كيفية نيل الحقوق المشروعة للشعب أكراد وتواصلا لفكرة إنشاءأول حزب سياسي كردي في سوريا، ولأنه كان ينتمي إلى أسرة نقشبندية فقد زاول نشاطه الديني، وبنى مدرسة دينية في قرية (كركوند) وبذلك ازداد تأثيره ونفوذه بين قطاعات كبيرة من الأكراد واستطاع أن يخرج دفعات من الطلبة مشبعة بالروح القومية النضالية.
في أثناء العدوان الثلاثي على مصر وفي عام 1956 م كان متواجدا هناك ليلتقي مع أبناء الأسرة البدرخانية في مصر للتباحث معهم حول تأسيس تنظيم كردي في سوريا.
في عام 1957 م تم تأسيس الحزب الديمقراطي الكردي في سوريا (البارتي) وكان له الدور البارز والأكبر في ذلك، حين سخر إمكانياته المادية الكبيرة وتأثيره اللامتناهي على قطاعات واسعة من أجل ذلك، وفي عام 1958 م أوفد في أول مهمة خارجية هامة إلى العراق للقاء الزعيم الكردي العائد في ذلك الوقت من الاتحاد السوفيتي الملا مصطفى البارزاني وللتباحث مع قيادة الحزب الديمقراطي الكردستاني العراقي حول الأمور التي تهم الحركة الكردية، فنشأت علاقة حميمة بين الزعيمين نظرا«لتشابه مواقفهما في الكثير من الأمور الدينية والوطنية».
في عام 1961 م عين مرشحا"للانتخابات النيابية مع الدكتور نور الدين ظاظا من قبل البارتي وفي عام 1963 م واثر ظهور بوادر الانشقاق في الحزب تقدم باستقالته من الحزب.
وفي أواخر العام نفسه حكم بالسجن لمدة سنتين فانتقل إلى لبنان وبقي هناك سنتين قبل أن يعود إلى سورية على اثر صدور العفو العام.
في عام 1970 م وبعد صدور بيان الحادي عشر من آذار سافر إلى كردستان العراق بناء«على دعوة مصطفى البارزاني له وهناك قام بدور فعال لتوحيد قواعد الحزب بجناحه وانتخب عضوا» في اللجنة المركزية للقيادة المرحلية للبارتي. في عام 1973 م وخلال انعقاد المؤتمر الحزبي الأول تقدم بطلب استقالته من البارتي فرفض طلبه وعين عضوا«فخريا» في البارتي مدى حياته.
انقطعت نشاطاته السياسية وتركزت جهوده على النواحي العلمية وخاصة الدينية منها. 

## وفاته
توفي في 31 مايو 2001م بمدينة الحسكة اثر مرض أقعده الفراش لمدة سنة تقريبا "ودفن بجواروالده الشيخ محمود القره كوي بمقبرة مولانا الشيخ خالد في مدينة دمشق. رحم الله الشيخ الجليل وجزاه الله عن أمته وأهله كل الخير، رحل بجسده لكن خلد بفكره ومبادئه الناصعة التي ستكون يوما منارة يهتدي بها طلاب الخير من بني جلدته.